# Igor Lichnovsky
Igor Lichnovsky, né le 7 mars 1994 à Santiago, est un footballeur chilien qui joue au poste de défenseur central au Club América.

## Biographie

### FC Porto
Le 30 juin 2014, le FC Porto annonce l'arrivée du jeune défenseur chilien pour une somme de 2,5 millions d'euros. Il débute avec le FC Porto en tant que titulaire le 16 juillet 2014 lors d'un match amical face au Venlo, équipe de deuxième division néerlandaise.

### En sélection
Il est le capitaine des U20 pour le mondial 2013 en Turquie. Le 14 novembre 2014, il est titularisé pour son premier match avec la première équipe face au Venezuela lors de la large victoire du Chili 5 à 0.

## Statistiques

### En sélection nationale
| Saison                | Sélection             | Phases finales                | Phases finales | Phases finales | Phases finales | Éliminatoires CDM | Éliminatoires CDM | Éliminatoires CDM | Matchs amicaux | Matchs amicaux | Matchs amicaux | Total | Total | Total |
| Saison                | Sélection             | Compétition                   | M              | B              | Pd             | M                 | B                 | Pd                | M              | B              | Pd             | M     | B     | Pd    |
| --------------------- | --------------------- | ----------------------------- | -------------- | -------------- | -------------- | ----------------- | ----------------- | ----------------- | -------------- | -------------- | -------------- | ----- | ----- | ----- |
| 2014-2015             | Chili                 | Copa América 2015             | -              | -              | -              | -                 | -                 | -                 | 1              | 0              | 0              | 1     | 0     | 0     |
| 2016-2017             | Chili                 | Coupe des confédérations 2017 | -              | -              | -              | 0                 | 0                 | 0                 | -              | -              | -              | 0     | 0     | 0     |
| 2017-2018             | Chili                 | -                             | -              | -              | -              | -                 | -                 | -                 | 3              | 0              | 0              | 3     | 0     | 0     |
| 2018-2019             | Chili                 | Copa América 2019 4e          | 1              | 0              | 0              | -                 | -                 | -                 | 1              | 0              | 0              | 2     | 0     | 0     |
| 2019-2020             | Chili                 | -                             | -              | -              | -              | -                 | -                 | -                 | 1              | 0              | 0              | 1     | 0     | 0     |
| 2023-2024             | Chili                 | Copa América 2024             | 3              | 0              | 0              | -                 | -                 | -                 | 3              | 0              | 0              | 6     | 0     | 0     |
| Total sur la carrière | Total sur la carrière | Total sur la carrière         | 4              | 0              | 0              | 0                 | 0                 | 0                 | 9              | 0              | 0              | 13    | 0     | 0     |

## Palmarès

### Universidad de Chile
- Championnat du Chili (2)
  - Vainqueur :2011 (Clôture) et 2012 (Ouverture)
- Copa Sudamericana (1)
  - Vainqueur : 2011